# Unias (Loara)
Unias – miejscowość i gmina we Francji, w regionie Owernia-Rodan-Alpy, w departamencie Loara.
Według danych na rok 1990 gminę zamieszkiwały 204 osoby, a gęstość zaludnienia wynosiła 38 osób/km² (wśród 2880 gmin regionu Rodan-Alpy Unias plasuje się na 1423. miejscu pod względem liczby ludności, natomiast pod względem powierzchni na miejscu 1487.).